# Ноћно дежурство сестре Гризелде
„Ноћно дежурство сестре Гризелде” је југословенски ТВ филм из 1968. године. Режирао га је Љубомир Драшкић а сценарио је написао Карл Витлингер.

## Радња
Прича о медицинској сестри која за време ноћног дежурства својом нежном причом и ревносном негом уместо да оздрављује убија пацијенте.

## Улоге
| Глумац                 | Улога                |
| ---------------------- | -------------------- |
| Јелисавета Сека Саблић | сестра Гризелда      |
| Зоран Радмиловић       | доктор Швајгер       |
| Никола Милић           | г-дин Штум, пацијент |

## Занимљивости
- Ово је прва главна улога Јелисавете Саблић на телевизији.[2]
- У сцени када сестра Гризелда (Јелисавета Саблић) устаје да јави телефоном да је пацијент умро, доктор Швајгер (Зоран Радмиловић), који је претходно умро, у једном тренутку ју је погледао, што је вероватно урадио глумац у стварности, мислећи да се више не појављује у сцени.